# Disneyland, Kalifornija
 Zabaviščni park Disneyland, prej samo Disneyland, se danes po preimenovanju v angleščini uradno imenuje "Disneyland Park" in je del veliko večjega turistično rekreacijskega kompleksa Letovišča Disneyland. Nahaja se v Anaheimu, v okrožju Orange County v zvezni državi Kaliforniji. Upravlja ga podjetje, ki upravlja vse Disneyeve parke po svetu in je v lasti konglomerata The Walt Disney Company. Park so odprli 17. julija 1955, dostop na otvoritev pa so imeli samo mednarodni novinarji in povabljeni gostje. Naslednji dan so park odprli še za vso javnost. Disneyland v Anaheimu velja za edini tematski park, ki so ga zgradili po načrtih Walta Disneya in ki ga je on tudi upravljal. Je najslavnejši zabaviščni park na svetu. Na začetku je imel vsega 16 atrakcij, ki so jih z leti dodajali. Kasneje so zgradili še Disneyland v Tokiu, Parizu, Hong Kongu in Walt Disney World na Floridi.
Park je od odprtja do danes obiskalo že več kot 515 milijonov obiskovalcev, vkjučno s predsedniki, kralji in drugimi predstavniki držav. Leta 1998 se je tematski del preimenoval v "Disneyland Park", da bi ga ločili od večjega rekreacijsko-turističnega kompleksa imenovanega Letovišče Disneyland, v katerem se sam park tudi nahaja. V letu 2007 je park obiskalo 14,8 milijona obiskovalcev, kar ga uvšča na drugo mesto najbolj obiskanih tematskih parkov na svetu, takoj za Magic Kingdom v Walt Disney Worldu.

## Posvetilo
»Vsem, ki prihajate na ta srečen kraj, želim srečno dobrodošlico. Disneyland je vaša dežela. Tukaj lahko starejši obudijo spomine na preteklost, mladi pa najdejo izzive in obete za prihodnost. Disneyland temelji na idealih, sanjah in golih dejstvih, ki so ustvarila takšno Ameriko, kot je danes… z upanjem da bo vir sreče in navdiha celemu svetu. Hvala vam«|Walter E. Disney, 17. julij, 1955 16:43, otvoritev
Posvetilo v vseh Disneyevih tematsko obarvanih parkih se začne s frazo »Vsem, ki prihajate na ta srečen kraj, želim srečno…«, z izjemo Magic Kingdom parka na Floridi. Tam se posvetilo glasi: »Walt Disney World je prispevek k filozofiji in življenju Walterja Eliasa Disneya…«.

## Zgodovina

### Zamisel in ideja o gradnji
Vse se je začelo neke nedelje, ko je Walt Disney v Santa Monici v Kaliforniji s svojima hčerama obiskal zabaviščni park Griffith Park. Ko je gledal, kako se hčeri vozita na vrtiljaku, je dobil zamisel o kraju, kjer bi se lahko skupaj zabavali starši in otroci. To so bile njegove dolgoletne sanje. Walt Disneyev oče je pomagal zgraditi temelje Svetovnega Kolumbovega Expa leta 1893 v Čikagu. Tu je verjetno preskočila kreativna iskrica in zamisel pri gradnji originalnega Disneylanda. Prizorišče Svetovnega Kolumbovega Expa je bilo zgrajeno zelo poceni, tematsko pa je bilo razdeljeno po posameznih državah, ki so svoj čas zaznamovale različna obdobja. Zraven so zgradili tudi razne atrakcije, kot so prvo Veliko (oko) kolo na svetu, panoramska gondola, vlakec, ki vozi po prizorišču, Šov o Divjem Zahodu itd. Pravzaprav je bil ta Expo mišljen samo za poletje 1893, medtem ko je bilo vreme v Južni Kalifoniji precej bolj toplo in primerno za gradnjo zabavišča, medtem ko so bile zaradi snega, mraza in dežja zgradbe v Čikagu dosti bolj izpostavljene vremenskim razmeram. Pri tem lahko opazimo podobnost med današnjim Disneylandom, zgrajenim v 50. letih, in Expom, predvsem po gosti posejanosti z različnimi tematsko obarvanimi atrakcijami (igrali, vlakci, parki itd). 
Glej  Arhivirano 2012-08-04 na Wayback Machine..
Medtem ko je veliko ljudi pisalo pisalo pisma Walt Disneyu o obisku Studia Disney v Burbanku, v Los Angelesu, je Walt Disney spoznal, da ima le ta premalo ponudbe za obiskovalce. Potem je prišel na idejo, da bi v bližini studia v Burbanku zgradil filmski studio za turiste. V mislih je imel majhen igralni park za vožnjo čolnom in drugimi tematski območji. Disneyeva prva zamisel je bila, da bi postavil njegov »Park Miki Miške« površine 0,032 km² vzdolž ceste Riverside Drive.
Disney je, da bi dobil navdih in inspiracijo, začel obiskovati druge zabaviščne parke po svetu, vključno z najstarejšim na svetu, danskim Tivoli Gardens, Greenfield Village, Playland in Children's Fairyland. S svojimi projektanti je začel izdelovati načrte, vendar so ti prerasli v veliko večji projekt, kot je bila prvotno predvidena površina 0,032 km².
Disney je najel svetovalca, Harrisona Pricea z Stanfordskega raziskovalnega inštituta, da bi ocenil potencialen razvoj tega območja. S poročilom, ki ga je dobil od Pricea, je Disney pridobil dovoljenje in v Anaheimu, JV od Los Angelesa, v okrožju Orange County, odkupil zemljišče z nasadi oranž in orehov v velikosti 0,647 km².
Imel je probleme s financami, zato je iskal nove načine zbiranja denarja. Odločil se je, da bo s pomočjo televizije svoje ideje približal svojim gledalcem na dom, zato je ustvaril televizijsko serijo z naslovom Disneyland, ki jo je leta 1954 začela predvajati televizijska postaja ABC. V zameno mu je televizijska postaja pomagala financirati izgradnjo novega zabaviščnega parka. Prvih pet let predvajanja je bila serija Disneyland v lasti Disneyland, Inc., ki pa je bil v skupni lasti podjetij Walt Disney Productions in ABC. Leta 1960 je Walt Disney Productions odkupil delež od ABC. S tem je veliko trgovinic, ki so bile na “Glavni ulici (Main Street) v ZDA” v parku, postalo last podjetij, ki so najemala prostor od Disneya.
Gradnja parka se je začela 18. julija 1954, stala je $17 milijonov dolarjev, odprli pa so ga natanko leto dni kasneje. Hkrati so začeli graditi avtocesto U.S. Route 101 (kasneje Interstate 5) na severni strani parka. V skladu s povečanim prometom, ki bi ga prineslo odprtje parka, so še pred odrptjem parka dodali dva dodatna vozna pasova.

### 1955: Otvoritev
Zabaviščni park Disneyland so za javnost odprli v ponedeljek, 18. julija 1955, čeprav je bil za mednarodno novinarsko srenjo in posebej povabljene goste uradno odprt že dan prej. Ta posebna nedeljska otvoritev, vkjučno s posvetilom in govorom, je bila  neposredno predvajana po vsej ZDA. Disney je povabil tudi svoje Hollywoodske prijatelje: Arnolda Linklettera, Boba Cummingsa, Ronalda Reagana. Otvoritev je prenašala televizijska postaja ABC; za tisti čas je bil to eden največjih in najzahtevnejših prenosov vseh časov.
Prireditev pa ni tekla gladko, saj je bilo preveč ljudi. Poleg povabljencev je prišlo še mnogo takih s ponarejenimi vstopnicami. Vse večje ceste okrog parka so bile prazne. Dodatna težava pa je bila vročina, saj je bila temepratura kar 38 °C, zaradi stavke vodovodarjev pa je veliko fontan s pitno vodo ostalo suhih. Disney je imel na izbiro pitne fontane ali delujoče toalete ter se odločil za slednje. To je pripeljalo do negativne publicitete Pepsija, ki je sponzoriral otvoritev: razjarjeni gostje so bili namreč mnenja, da so bile nedelujoče fontane čisti cinizem s strani Pepsija, samo da bi prodal več sode. Asfalt, ki so ga naredili jutro pred otvoritvijo, je bil tako mehek, da so se dame z visokim petami kar pogrezale. Dobaviteljem hrane je le te zmanjkalo. Plin, ki je puščal v »Fantasyland«, je povzročil popoldansko zaprtje atrakcij »Adventureland«, »Frontierland« in »Fantasyland«. Starši so si zaradi nepopisne gneče otroke podajali kar čez rame, samo da bi jih spravili na katero izmed atrakcij, recimo na King Arthur Carrousel (vožnjo s konjički).
Zaradi tega je park s strani novinarjev dobil tako slabe kritike, da je Disney novinarje povabil na popravni “drugi dan”, kjer jim je pokazal pravi Disneyland, potem ko je za njih priredil zabavo v Hotelu Disneyland. Walt Disney in njegov direktorji so ta dan razglasili za »Črno nedeljo«. Vsako leto 17. julija, člani upravnega odbora vraževerno zapičijo značko in štejejo, koliko let je že minilo od otvoritve. Leta 2004 se je njihov slogan glasil, »Čarovnija se je začela pred 49 leti«. Ampak prvih deset do petnajst let obratovanja, je Disney za uradni dan otvoritve razglašal 18. julij, vključno z njegovimi publikacijami parka. 17. julij 1955 je bil razglašen za »Dan posvetitve«, so leta 1967 zapisali mediji.
V ponedeljek, 18. julija, se je gneča obiskovalcev v vrsti pred parkom začela zbirati že ob 2. uri zjutraj. Prvi človek, ki je kupil vstopnico, je bil David MacPherson z vstopnico št. 2, saj si je Roy O. Disney, starejši Waltov brat in soustanovitelj podjetja The Walt Disney Company, priskrbel vstopnico št. 1. Walt Disney pa se je namesto tega raje uradno slikal z dvema otrokoma, s Christine Vess Watkins (5 let) in Michaeoml Schwartnerjem (7 let). Njuna slika pa nosi neresničen naslov z besedami “Walt Disney s prvima dvema gostoma Disneylanda”. Vess Watkins in Schwartner sta tako prejela doživljenjsko prepustnico za park. Kmalu zatem je bil z doživljenjsko prepustnico nagrajen tudi prvi pravi gost MacPherson, kar so kasneje nadgradili za čisto vsak park na svetu v lasti Disneya.
Sovjetski predsednik Nikita Hruščev je septembra 1959 v Združenih državah Amerike preživel 13 dni. Imel je samo dve želji; da bi obiskal Disneyland in da bi spoznal John Waynea, najdonosnejšega Hollywoodskega igralca. Zaradi varnostnih razlogov so mu vstop v Disneyland preprečili; Hruščev se malce porogljivo odzval, češ ali so bile tam mogoče skrite balistične rakete. Walt Disney je bil očitno razburjen nad tem, da Hruščevu ni smel pokazati svoje največje vladne podmornice tistega časa na svetu.

### 1990-ta: Park se poveča
V poznih 90-tih, se gradbena dela začnejo širiti na en-park, en hotel posestvo. Park Disneyland, Hotel Disneyland in original parkirišče, kot tudi odkupljena širša okolica je bila označena kot nov razvoj velikega počitniško-rekreacijskega kompleksa. To vključuje nov tematski park Disney's California Adventure Park; nakupovalno središče, restavracije in zabavni kompleks, Downtown Disney; preoblikovan in prenovljen Hotel Disneyland, Disney's Grand Californian Hotel, Hotel Pan Pacific (pozneje se je preimenoval v Disney's Paradise Pier Hotel). Ker je bilo obstoječe parkirišče (južno od Disneylanda) grajeno po teh projektih, se je 6-nadstropna garažna hiša z 10250 parkirnimi mesti, grajena v obliki strukture »Miki in prijatelji«, zgradila severozahodnem kot posestva, kar je največja garažna hiša in parkirišče v Ameriki.
Uprava parka je bila v sredini 90-tih jabolko spora med oboževalci Disneylanda in zaposlenimi. Da bi povečali dobiček, sta vodilna človeka Cynthia Harriss in Paul Pressler začela izvajati spremembe. Ker sta želela kratkoročno dvigniti vrednost delnic, sta doživela hude kritike od zaposlenih in obiskovalcev, češ da ravnata nepremišljeno. Pod njunim vodstvom je poslovanje postalo nestabilno. S pomočjo zunanjih svetovalcev, podjetja McKinsey & Co, so morali poslovanje spraviti v normalne tirnice, kar je prineslo mnogo sprememb in varčevanja. Skoraj desetlje po tem je izvirni Disneyev tematski park začel kazati vidne znake zanemarjenosti. Oboževalci so se temu uprli in v dobro obiskovalcev in kvaliteto parka zahtevali takojšnjo zamenjavo uprave. Potem so dobili novo vodstvo, ki je kot Walt Disney med delovnim časom hodilo po parku. Nosili so članske izkaznice, stali v vrstah za atrakcije, ter sprejemali kritike in čestitke s strani obiskovalcev.

### 50. obletnica
Na ta jubilej tematskega parka so se odločili da bodo tako-imenovani »Happiest Homecoming on Earth” praznovali kar osemnajst mesecev, od 2005-06. S tem so počastili delovanje Disneyevim tematski parkov po vsem svetu. Za ta namen so restavrirali veliko atrakcij kot so Space Mountain, Jungle Cruise, and Walt Disney's Enchanted Tiki Room. Praznovanje obletnice se je končalo 30. septembra 2006.

## Površina parka
Park je razdeljen na več območij, ki se kot kompas na štiri strani s centralne Plaze širi navzven in še očem dobro prikrita območja. Ko obiskovalec vstopi v eno območje ga okolica popolnoma prevzame in ne vidi ali sliši nobenega drugega območja, ker so enostavno tako velika. Ideja je bila razviti občutek gledališki kjer obiskovalec nevidno vstopi iz ene v drugo deželo.. Javne površine zavzemajo 0,344 km². Ko so park prvotno odprli, je bil razdeljen na pet območij oz. dežel:
- Main Street, U.S.A., naselje iz zgodnjega 20. stoletja
- Adventureland, območje z džungelsko obarvanimi dogodivščinami
- Frontierland, prikaže zahodno mejo z ameriškimi staroselci
- Fantasyland, zamegli mejo med fantazijo in resničnostjo
- Tomorrowland, pogled v prihodnost

Od začetne otvoritve so bila dodana dodatna območja:
- leta 1957, Holidayland, 0,036 km² rekreacijsko območje vkjučuje cirkus in bejzbolsko igrišče, ki je bilo pozneje leta 1961 zaprto.
- leta 1966, New Orleans Square, zgrajen po načrtih New Orleansa iz 19. stoletja
- leta 1972, "Bear Country", zgrajeno na temo južnih gozdov. Pozneje so jo preimenovali v  Critter Country na temo Disneyevega animiranega filma Song of the South, katerega predstavlja atrakcija Splash Mountain.
- leta 1993, Mickey's Toontown, na temo Toontown videno v filmu Who Framed Roger Rabbit

Okrog parka pa na nosilcih stoji ozkotirna železnica, ki kroži okrog parka in je hkrati zunanja meja. Na nekdanjem parkirišču pa so zgradili novo atrakcijo, imenovano Disney's California Adventure Park.

### Dežele Disneylanda

#### Main Street, ZDA
Main Street, ZDA je glavna promenada, narejena po vzoru tipičnega srednjezahodnega mesta v zgodnjih letih dvajsetega stoletja. Walt Disney je dobil navdih v mestu Marceline v ssouriju kamor so se preselili iz Čikaga ko je bil star štiri leta in kjer je preživel štiri leta svojega otroštva. To je prva stvar, ki jo obiskovalci zagledajo ob vstopu v park in tod pridejo pridejo do Centralne Plaze. V centru Čarobnega Kraljestva (Magic Kingdom), severno od Centralne Plaze stoji Grad speče lepotice (Sleeping Beauty Castle), ki pa je obdan z vodo. Vanj lahko pridemo preko dvižnega mostu, ki nam omogoči vstop v Fantasyland (Fantazijsko deželo). Adventureland (Dežela Dogodivščin), Frontierland in Tommorrowland ležijo na obeh straneh gradu.
| “ | Za vse od nas ki se spomnijo brezskrbnih časov in to želijo podoživeti, vam Main Street obudi spomin na lepe čase. Za mlajše obiskovalce pa je priložnost, da podoživijo čas mladosti svojih dedkov in babic. | ” |
|   | — Walt Disney |   |

Promenada Main Street, ZDA je spomin na Viktorijanske čase Amerike z železniško postajo, mestnim trgom, kinom, mestno hišo, gasilskim domom, emporium, trgovskim središčem s trgovinicami s širokimi hodniki, dvonadstropnimi avtobusi, konjskimi kočijami, taksiji in raznimi spominki. Na koncu promenade Main Street se nahaja Grad speče lepotice in glavno zbirališče, ki vodi v različne dežele.
Zgrajena je tako, da se obiskovalcu ki se sprehaja po promenadi daje lažen občutek višine, optične prevare katere se poslužujejo predvsem v filmih.

#### Adventureland
Dežela Pustolovščin, odprta leta  1963, je zgrajena kot eksotičen tropski kraj nekje na koncu sveta. »Da bi ustvarili deželo, ki bi te sanje uresničila, smo si predstavljali kraj daleč od civilizacije, nekje v džunglah Azije in Afrike«, je dejal W. Disney. Atrakcije vključujejo potovanje po džungli Jungle Cruise, »Tempelj prepovedanega očesa« v  Indiana Jones Adventure, in Tarzanovo drevo Tarzan's Treehouse, ki je pravzaprav pretvorba Drevesne hišice Švicarske družine Robinson iz filma Švicarske družine Robinson. Na vhodu pa stoji popularna Polinezijska atrakcija Walt Disney's Enchanted Tiki Room Audio-Animatronics, prva z računalniško vodenim in sinhroniziranim programom.

#### New Orleans square
Trg New Orleans square je tematsko obarvana dežela New Orleansa iz 19. stoletja. Odprli so ga leta 24.julija 1966. Kljub starosti je pri gostih še zmeraj zelo popularen, dom dveh najbolj priljubljenih atrakcij:   Pirati iz Karibov in Haunted Mansion. Blizu Blue Ray Restaurant, so skrita vrata s številko 33. To je vhod samo za zasebne in povabljene goste v Disneyland, za člane ki so pripravljeni plačati več da pridejo noter. Klub 33 je edini kraj z zalogami alkohola v parku.

#### Divji zahod
Dežela Divji zahod, ang. Frontierland, ponazarja čas Združenih držav v 19. stoletju. Sodeč po Walt Disneyu, » vsi smo ponosni na zgodovino Amerike, duh ki je s pomočjo naših pradedov oblikoval današnjo Ameriko. Naše pustolovščine vam dajejo občutek podoživljanja tistih pionirskih časih dežele, pa čeprav samo za kratek čas. Dežela Divjega Zahoda je dom  Indijancem iz borovega lesa, indijanskim figuram, živečim ob ameriških rekah in ki so računalniško vodena. Zabava in atrakcije vključujejo Fantasmic!, Big Thunder Mountain Railroad, Rečna ladja Marka Twaina, strelsko razstavo Divjega Zahoda in Piratska ladja Columbia. Maja 2007 so odprli »Piratov brlog na otoku Toma Sawyerja«. Je pa tudi dom atrakcije Salun zlatih konjskih čevljev, to je palača s predstavami iz Divjega Zahoda. Trenutno vsak dan goste zabava zabavljaška skupina Billy Hill and the Hillbillies.

#### Critter Country
Critter Country je dežela medvedov in drugih živali, ki so jo odprli leta 1972 pod imenom »Bear Country« in je bila preimenovana leta 1988. Nekoč je bila na tem območju prava Indijanska vas, na kateri so demonstrirali njihove plese in kostume pravi Indijanci. Danes je glavna izbira na tem območju atrakcija imenovana Splash Mountain, kjer se s čolni vozijo po vodnem toboganu, navdih pa so dobili od zgodbic Uncle Remusa avtorja Joel Chandler Harrisa in animiranih segmentov Disneyevega z oskarjem nagrajenim filmom Pesem iz Juga

#### Fantasyland
Fantasyland je dežela fantazij, za katero W. Disney rekel: »Če mladi ne morejo sanjati Petra Pana kako leti nad z luno obsijanim Londonom ali Alice iz Čudežne dele, se te sanje tukaj za otroke vseh starosti lahko uresničijo.« Dežela fantazij je bila sprva narejena po vzoru srednjeveškega evropskega sejmišča, vendar pa so jo leta 1983 preuredili v idilično Bavarsko vasico. Atrakcije vkjučujejo nekaj voženj z vlakci po notranjosti tipa Dark rides, vožnje s konjički na vrtiljaku King Arthur Carrousel in še mnogo drugih.

#### Mickey's Toontown
Mickey's Toontown oz. Miki Miškino mesto iz risanke, so odprli leta 1993 po vzoru namišljene soseske Toontown v Los Angelesu iz Disneyeve komedije Who Framed Roger Rabbit,posnete leta 1988. Mestece Toontown je namenjeno obuditvi Disneyevih najpopularnejših animiranih likov iz 1930-ih let. Tukaj se nahajata dve glavni atrakciji Gadget's Go Coaster in Roger Rabbit's Car Toon Spin. “Mesto” je tudi dom aniramnih karakterjev kot sta Miki Miška in Minnie Mouse.

#### Tomorrowland
Ob inavguraciji leta 1955 je W. Disney deželo Jutri oz. deželo prihodnosti pospremil z besedami: »Jutri je lahko čudovito leto. Naši znanstveniki odpirajo vrata v vesoljsko dobo da bi dosegli boljši jutri za naše otroke in generacije, ki še prihajajo. Atrakcije so narejene tako da skozi pustolovščine dobite priložnost sodelovati pri načrtovanju prihodnosti.«
Disneylandov animator  Ward Kimball, ki je sodeloval pri risanju najbolj znanih likov, je najel nemškega vesoljskega inženirja Wernher von Brauna, ki je sodeloval pri razvijanju raket, kot glavnega svetovalca pri izgradnji izvirnega Tomorrowlanda. Najprej so zgradili Rocket to the Moon, Astro-Jets in Autopia; pozneje je bila dodana prva reinkarnacija podmornice Submarine Voyage. Območje je doživelo veliko transformacijo, ko je leta 1967 postal “Novi Tomorrowland”, potem pa se je leta 1988 spet osredotočilo na temo “retro prihodnosti” po ilustracijah Julesa Vernea.
Trenutne atrakcije so Space Mountain, Innoventions, Star Tours, Honey, I Shrunk the Audience, Autopia, Disneyland Monorail Tomorrowland Station, Astro Orbitor in Buzz Lightyear Astro Blasters. Finding Nemo Submarine Voyage so odprli 11. junija, 2007 in s tem zamenjal izvirno podmornico Submarine Voyage, ki pa so jo zaprli že leta 1998.

## Gledališka terminologija
Disneylandovo osebje uporablja gledališko terminologijo. To pa poudarja predvsem zato da bi se obiskovalci, ki pridejo v park, počutili kot v gledališču, na predstavi. Na primer, obiskovalce naslavljajo z »gosti«, zaposlene pa z »igralsko zasedbo«. Izraz »Oder« se nanaša na vso območje letovišča, ki je odprto za goste. Izraz »Zaoderje« pa za vsako območje letovišča, ki je za goste zaprto. Množica, ki se gnete po parku pa se imenuje »Občinstvo«. »Kostum« pa je oblačilo, ki ga morajo nositi zaposleni oz. igralska zasedba. Izraz kot je »uniforma« se ne uporablja. »Šov ali predstava« je izraz s katerim se letovišče predstavlja svojim gostom, kot so barve fasad za stavbe, umestitev voženj/atrakcij, kostumi ki se skladajo z vsako deželo posebej. Vsak član Igralska zasedba ima svojo »vlogo«. Ko igrajo svojo vlogo morajo upoštevati »scenarij«. To ni tipično napisan scenarij, pač pa strogo upoštevanje etičnega kodeksa in pravil, tematsko obarvanimi frazami in izrazi, ki jih smejo zaposleni med delom uporabljati. Zaposlene dostikrat spomnijo na to da pri njih beseda »ne« in »ne vem« ne obstajata in nista del scenarija. Ko zaposleni pri plačilu spomikov ali hrane predložijo kreditno kartico, jih prosijo za »avtogram«. »Odrski direktorji« so odgovorni za delovanje in poslovanje po celotnem območju parka. Igralska zasedba pa je zadolžena za posebej izurjene ekipe, imenovane »Vodilni«, kot je na primer v filmu »glavna vloga«. V prvih letih delovanja parka, so pisarne v katerih je delovala administracija, imenovali »produkcijske pisarne«. »Produkcijski razporejevalci« delajo urnike za zaposlene, ki se ukvarjajo z nujnim delom, medtem ko »Odrski razporejevalci« po potrebi dnevno ta urnik spreminjajo ( kot nap. Spremembe časa pri parkiranju, pri delovnih izmenah itd.).

## Backstage
Backstage ali Zaodrje, so zaprte območja atrakcij, trgovin in restavracij kot tudi storitev pred temi stavbami. Čeprav so nekateri deli parka, posebej New Orleans Square ponuja podzemne storitve in trgovine, park nima široke podzemne mreže kanalizacije kot ima to Walt Disney World.
Kar nekaj vstopnih točk je od zunaj v backstage območje: Ball Gate (iz ceste Ball Road), T.D.A. Gate (soseda od stavbe ekipe Team Disney Anaheim), Harbor Pointe (iz ceste Harbor Boulevard) in Winston Gate (iz ceste Disney Drive).
Nasipna Cesta oz. Berm Road obkroža park od Firehouse Gate (takoj za gasilsko postajo na Glavni ulici) do Egghouse Gate (zraven Disneyeve operne hiše). Cesta se imenuje tako zato, ker teče zunaj železniških tirov, ki obkrožajo Disneyev park. Vozni pas ceste, umeščen med Tomorrowland in Harbor Boulevard, se imenuje Šumaherjeva cesta oz. Schumacher Road. Ima dva vozna pasova, ki tečeta pod železnico. Tukaj sta tudi dva železniška mostova, ki prečkata Berm Road: eden je za Mestno hišo, drugi pa za Tomorrowlandom.
Med večjimi zgradbami v backstagu je tudi upravno središče park Team Disney Anaheim, leta 1995 zgrajena po načrtih arhitekta Franka Gehrya in s tem nadomestila stare poslovne prostore, ki so za Tomorrowlandom. Stara stavba administracije skupaj s hišami Grand Canyona in Primeval world dioramas so vidni z železnice Disneyland.
Severozahodni del parka pa je rezerviran za vdrževalno opremo, vključno z:
- podjetje za popravilo vozil, vključno s parkirnimi tramvaji in vozili z Main streeta
- smetišče, kjer se smeti reciklirajo za nadaljnjo obdelavo
- Circle D Corral, prostor kjer imajo konje in druge živali
- skladišče za lopate in vzdrževanje opreme
- distribucijski center za trgovsko blago celotnega letovišča
- delavnice za popravilo vozil/atrakcij
- trgovina z barvami
- trgovina s svetlobnimi napisi in tablami

Izraz backstage se po navadi nanaša na dele zgrad v katerih odvijajo predstave, gostje pa jih ne vidijo in jim tudi niso dostopna. To preprečuje gostom da bi videli industrijske predele območij, ki bi pokvaril njihov vtis o »čarobosti« parka, hkrati pa zaradi njihove varnosti. Zaposleni pa tukaj najdejo uteho medtem ko delajo ali počivajo, saj jim backstage nudi alternativne poti med raznimi območji.
Veliko atrakcij je spravljenih pod streho, v velike zvočno izolirane hale v kakršnih snemajo filme, njihova zunanjost pa je polnoma zamaskirana. V večini so te stavbe pobarvane v dolgočasno zeleno barvo in na območju, ki je gostom nevidno; ta odločitev da zamaskirajo stavbe in jih skrijejo med listje je bila sprejeta zato da bi bile čim manj vizualno moteče za obiskovalce. V teh prostorih so atrakcije/vlakci, skriti hodniki, servisne delavnice, nadzorne sobe in druge zakulisne operacije, ki so očem nevidne. Slikanje v in zunaj teh prostorov je strogo prepovedano, čeprav je nekaj slik že našlo pod do tja in do interneta. Obiskovalci, ki želijo raziskovati to območje so s strani varnostnikov opozorjeni in pospremljeni izven posestva backstagea.
Meja med odrom in zaodrjem je strogo označena na vsaki dostopni točki. Kamor seže pogled obiskovalcev, tudi odprta vrata v nek prostor se tretira kot kraj kamor gostje lahko zaidejo. To postane dovoljeno od trenutka ko lik začne igrati svojo vlogo. V ternutku ko se vrata odprejo, gost ne bo pomotoma videl osebe ki igra lik v zaodrju.
Veliko ugodnosti obstaja za zaposlene med tem ko so na odmoru, pred ali po njihovih izmenah Veliko kavarnic, ki jih sedaj vodi podjetje Sodexho, nudijo tople obroke po znižani ceni čez cel dan. To velja za Inn Beethoven (takoj za Plaza Inn), Eat Ticket (zraven zgradbe Team Disney Anaheim in za Mickey's Toontown) in še Westside Diner (spodaj pod New Orleans square). Imajo pa tudi posebej za zaposlene in opremo, leta 1968 ustanovljen sindikat za posojila Partners Federal Credit Union.

## Transport
W. Disney se je že od nekdaj zanimal za transport, posebej železniški. Dal je celo zgraditi miniaturno maketo železnice s parno lokomotivo, imenovana "Carolwood Pacific Railroad", ki jo je postavil na svojem domu v Holmby Hills, v Los Angelesu. Sedemnajst let si je ponavljal in zamišljal kako bi naredil železnico v Disneylandu, si je zamislil da naj obkroža zunanji del parka. Glavni načrtovalec prometne ureditve je bil Bob Gutt, ki si je leta 1954 nadel naziv »direktor za poseben dizajn voil«

### Železnica Disneyland Railroad
Je dvotirna železnica, ki obkroža celoten park in omogoča Veliki ogled parka potnikom, dolga pa je slabe 3 km. Sestavlja jo pet lokomotiv na olje in na paro., zraven pa so še trije vagoni za potnike in eden za prtljago potnikov. Železnica znana pod imenom ime Disneyland in Santa Fe, se je do leta 1974 predstavljala kot Atchison, Topeka and Santa Fe Railway. Od 1955-74, je bila vožnja Santa Fe Rail Pass možna z Disneyland »D« kuponom. Z meter širokimi tiri, najbolj običajno mero za ozkotirne železnice v ZDA, trasa poteka v ponavljajoči zanki skozi vse sfere Magic Kingdom parka. Z vlakcem in lokomotivo iz 19. stoletja ima predvidene postanke na naslednjih postajah: Postaja pri Divjem Zahodu, pri skladišču mesteca Toontown, na vhodu v Deželo Fantasyland in na postaji dežele Tommorowland. Velik krog z vlakcem se preden se vrnejo na Main Street, ZDA, zaključi z obiskom »Grand Canyona in Sveta dinozavrov«.

### Disneyland Monorail System
Ena bolj prepoznavnih Disneyevih atrakcij je vožnja z enotirno železnico, ki stoji na nosilcih in so jo leta 1959 odprli v deželi Tommorowland. Takrat je bila to prva enotirna železnica na Zahodni polobli, ki je obratovala vsak dan. Proga je ostala popolnoma enaka vse od leta 1961. Pet generacij enotirnih vlakcev je bilo v parku v uporabo, zato ker se zaradi lažje konstrukcije hitreje izrabijo in pokvarijo. Zadnja generacija vlakov, Mark VII, je bila dana v uporabo leta 2008. Enotirna železnica sprejme goste na dveh postajah. In sicer ena je v parku v Tomorrowlandu in druga v Downtown Disney (ki je del Letovišča Disneyland). Ta proga je dolga 4 km in ponuja razgled parka od zograj navzdol, saj narejena na visokih nosilcih. Trenutno Mark VII vozi z rdečimi in modrimi vlakci, kmalu pa bodo dodali še eno barvo.
Enotirna železnica je bila sprva zgrajena z le eno postajo v Tomorrowlandu. Proga je bila leta 1961 podaljšana in dograjena z drugo postajo pri hotelu »Disneyland Hotel«. Z izgradnjo mesteca Downtown Disney v Letovišču Disneyland leta 2001, je nova postaja Downtown Disney, ki je zamenjala postajo Disneyland Hotel (le te ni več). Sama lokacija se sicer ni spremenila so pa original postajo zrušili zaradi širitve hotela Disneyland. Nova postaja je sedaj ločena od hotela za nekaj zgradb Downtown Disneya, med njimi ESPN Zone in Rainforest Café.

### Main Street vehicles
Vsa vozila, ki jih najdemo na Main Street so narejena tako da zaznamujejo prejšnje stoletje, med njimi rdeči angleški dvonadstropni avtobus »double-decker bus«, avtomobil s konjsko vprego, gasilski avto in novodobni avtomobil. In so na voljo za enosmerno vožnjo po Main Street. Velike prevozne kočije brez konj so narejene po modelu avtomobila iz leta 1903. Ima dva cilindra in štiri konjske moči (3 kW) z menjalnikom in volanom. Walt Disney je včasih vsako jutro vozil gasilski avto okrog po parku, vendar še preden so ga odprli. Namenjen je bil tudi slavnim gostom in paradam.

### Disneyland Helipad
Od poznih 1950-ih pa do 1968 je letalska družba Los Angeles Airways nudila redno helikoptersko linijo med Disneylandom in mednarodnim letališčem v Los Angelesu ter še nekaj drugimi mesti na tem območju. Helikoperji so sprva vzletali iz Anaheim/Disneyland heliporta, ki se je nahajal za Tomorrowlandom. Kasneje so zgradili nov heliport severno od Disneyland Hotela. Gostje, ki so prišli so prestopili na tramvaj pri Disneyland Hotelu. To storitev so nehali ponujati zaradi tragične nesreče, ki se je zgodila maja 1968 in v kateri je umrlo 23 ljudi (do takrat najhujša helikopterska nesreča v zgodovini letalstva). Druga pa se je zgodila le tri mesece kasneje, v kateri je umrlo 21 ljudi.

## Zabava v živo
Poleg vseh atrakcij, Disneyland poskrbi še za živo zabavo po vsem parku.

### Liki
Disneyeve ikone oz. liki, ki ob vstopu v park pozdravijo obiskovalce, se z otroki družijo in slikajo jih lahko najdemo po vsem parku. Nekateri izmed njih se pojavljajo na točno določenih mestih, vendar jih lahko vidimo kako se sprehajajo naokrog. Prav zato zgradili mestece Mickey's Toontown, da bi bil Miki Miška nas tem mestu na voljo obiskovalcem v svojem lastnem domu.
Skozi zadnja desetletja (najbolj pogosto poleti leta 2005 in 2006), se je Miki Miška večkrat povzpela na Matterhorn, atrakcijo v obliki najvišje švicarske gore, s pomočjo svojih prijateljev Minnie, Goofya in nekaj naključnih obiskovalcev. Tudi druge plezalce lahko občasno vidite na Matterhornu.Od polmadi leta 2007 pa Miki in njegovi prijatelji iz risank ne plezajo več, vendar pa se program plezanja nadaljuje.

### Vsakodnevne prireditve
Vsako večer ob 16.30 je na programu vojaško spuščanje ameriške zastave na pol droga. To proceduro izvaja Disneyeva varnostna služba.

### Disneyland bend
Disneyland bend, ki je del parka že vse od njegovega odprtja, igra vlogo mestnega ansambla na Main Street, ZDA. Deli se na več glasbeni skupin kot so Main Street Strawhatters, the Hook and Ladder Co., in the Pearly Band v Fantasyland.

### Fantasmic!
Fantasmic! je priljubljen večerni multimedijski šov Miki Miške, ki je debitiral leta 1992. Predstava se dogaja na Laffitovi Taverni konec Piratovega brloga na otoku Toma Sawyera, kjer so ameriške reke del šova. Frontierland in New Orleans square se uporabljata kot arena za gledalce.
Šov sestavljajo pravi sinhronizirani zvočni in svetlobni učinki, vleka lopat, čoln Marka Twaina, jadrnica Columbia, fontane, laserji, ognjemeti, 9 metrov visoki »vodni zasloni« na katerih prikazujejo animirane odlomke in še 13 metrov visok zmaj, ki bruha ogenj.

### Ognjemeti
Dodelani ognjemeti so sinhronizirani z Disneyevimi pesmimi in velikokrat se pojavi lik Tinker Bella iz filma Peter Pan. Zadnje predstave so še bolj tehnično dovršene, z novimi pirotehničnimi sistemi, izstrelitvenimi tehnikami in z zgodbo v ozadju. Leta 2004 je Disneyland predstavil nov pirotehnični sistem z manj hrupa, manj povzročenega dima z manj negativnimi učinki na okoje. V času ko je ta tehnika prišla na tržišče je Disney oznanil da bo doniral ta patent neprofitnim organizacijam, da ga bodo lahko uporabljali v industriji.
- 1958–1999 Fantasy in the Sky
- 2000–2004 Believe... There's Magic in the Stars
- 2004–2005 Imagine... A Fantasy in the Sky
- 2005–Present Remember... Dreams Come True

Med poletnimi počitnicami imajo poseben ogjemet imenovan Believe... In Holiday Magic, ki poteka vse od leta 2000, razen leta 2005 ob 50. obletnici parka.

### Predstava: The Golden Horseshoe Revue
Salun The Golden Horseshoe Revue predstavo podoživljanja Divjega Zahoda v živo. V njem igrata lika po imenu Slue Foot Sue in Pecos Bill. Ta predstava je potekala do sredine osemdesetih let, ko jo je zamenjala podobna predstava s karakterjema Lilly Langtree in Sam the Bartender. Zadnje čase sta v predstavi Bluegrasss-in-komedija na kitaro in bendžo igrala Billy Hill and the Hillbillies.
Poleg tega je pred Salunom The Golden Horseshoe, The Laughing Stock Co. Predstavlja kratke humoristične skeče na temo Divjega Zahoda.

### Parade
V Disneylandu so vzdolž glavne ulice Main Street zmeraj potekale parade. Nekaj parad, ki obeležujejo Disneyeve filme ali tekom sezonskih počitnic z glavnimi junaki, glasbo in velikimi lopatami se odvija podnevi in ponoči. Ena najbolj popularnih je bila parada Main Street Electrical Parade (zdaj se ta odvija v deželi Disney's California Adventure pod imenom Disneyeva električna parada).
5. maja 2005 na 50.obletnici Disneylanda in potekala do 7.novembra 2008 je debitirala parada Walt Disney's Parade of Dreams, da bi praznoval nekaj Disneyevih klasik kot so Levji kralj, Mala morska deklica (1989), Alica v deželi čudes (1951), in Pinokio (1940). Med božičnimi prazniki, Disneyland predstavlja parado »Božična Fantazija«, ki slavi veselje in čarobnost božičnih praznikov.
V letu 2009, bo parado 'Walt Disney's Parade of Dreams' zamenjala 'Celebrate! – A Street Party', ki bo premierno prestavljena 27. marca 2009.
- Trenutne parade:
  - A Christmas Fantasy Parade (3. teden v novembru – 1.tedna v januarja)
  - Celebrate! - A Street Party (začne 27.marca, 2009)

### Terasa: Tomorrowland Terrace
Tomorrowland Terrace je oder v deželi Tomorrowland. Je dvonadstropni oder, kjer se spodnji oder dvigne od spodaj z dramatičnimi učinki. To je bilo popularno predvsem v 60-tih skupaj s tedanjimi glasbeniki. Skozi leta so ta oder zamenjali z 'Buzz klubom'  z Buzz Lightyear tematsko obarvanim odrom in predstavo z vesoljko figuro iz filma Toy Story. Leta 2006 je bila celotna stvar restravrirana in postavljena v istem slogu in obliki kot original. Zdaj je to dom interaktivni odrski predstavi Jedi Training Academy  kjer so otroci izbrani za Jedijeve »padawane« in se naučijo uporabljati svetlobni meč. Vsak otrok ima priložnost srečati se z glavnima protagonistoma Vojne zvezd, Darth Vaderjem ali Darth Maulijem. Zadnje čase so se lokalne glasbene skupine vrnile k igranju zvečer, tako kot se je to počelo na Tomorrowland Terracev 1960-tih.

### Ostali nastopajoči
Ostali nenapovedani ulični igralci igrajo in pojejo po parku, včasih samo sezonsko, vključno z:
- skupina The All-American College Band nastopa zunaj okrog parka. Glasbeno skupino sestavljajo nadarjeni študenti, ki si želijo dobiti priložnost nastopa v parku;
- Karakterji iz filma  Alica v deželi čudes nastopajo v odštekami igri "Musical Chairs" ali pri "Coke Corner" vogalu ali pa dnevno v predverju Plaza Inn hotela;
- The Bootstrappers, skupina piratov nastopa na pesmi iz filma Pirates of the Caribbean, skupaj z drugimi pomorskimi pesmi;
- Kvartet The Dapper Dans barbershop quartet pogosto poje na Main Street ulici;
- The Firehouse Five Plus Two, original band ustanovljen s strani Imagineers, can be found on Main Street;
- The Main Street Piano Players play at Corner Cafe, also known as "Coke Corner" on Main Street;
- Merlin appears in Fantasyland several times a day to help a lucky child pull the sword from an anvil and stone;
- The Trash Can Trio, a STOMP like group that performs using trash cans in Tomorrowland; and
- Various bands na New Orleans Square, pogosto igrajo pod vplivom jazz-a.
- The Tomorrowland janitors nastopajo med odmori.

### Vstopnice
Od otvoritve Disneylanda pa do leta 1982, je bilo potrebno za posamezne atrakcije poleg vstopnice za park še dodatno plačati. Obiskovalci so morali plačati za vstop poceni vstopnico, vendar pa je bilo treba za večino atrakcij pokazati majhno knjižico kupončkov, prvotno označeni z »A« in »C«. Kuponi so se prodajali tudi posebej. S kuponi »A« si lahko šel na manjše atrakcije kot so vozila na Main Street, s kuponi »C« pa na večje in najpogosteje obiskane atrakcije kot so vlak Peter Pan ride ali vožnja s šalčkami Tea Cups. Ko so odprli bolj nevarne in razburljive atrakcije kot so enotirna železnica Monorail ali vožnja z bobom po Matterhorn bobsledu, so začeli uporabljati kupone »D« in sčasoma še kupone »E«. Kupone so lahko kombinirali po vrednosti (npr. dva »A« kupona sta enaka enemu »B« kuponu). Za razliko od razburljivih voženj z atrakcijami, so za tiste neverjetno razburljive vožnje, uporabljali izraz "an E ticket ride".
Pozneje je Disneyland izdal knjižico z vstopnicami, imenovano "Keys to the Kingdom", ki je sestavljena iz 10 brezvrednostnih kuponov. Le te so lahko uporabljali za vse atrakcije ne glede na njihovo vrednot. To naj bi kupce spodbudilo da bi te kupone uporabili za najbolj vznemirljive atrakcije ali vlakce.
Leta 1982 so pri Disneyu idejo o kuponih za posamezne atrakcije opustili in uvedli enotno vstopnico, razen za "except shooting galleries". Medtem ko ta ideja ni bila original Disneyeva, so bile prednosti novega načina poslovanja očitne: novi sistem omogoča da vsi plačajo relativno visok znesek za vstopnico, čeprav ne gredo na vse naprave ali pa ostanejo tam samo nekaj ur, parku pa ni več potrebno tiskati knjižic s kuponi, osebju ni potrebno več oprezati za gosti, ki bi se brez kuponov izmuznili na katero izmed naprav.
Kasneje je uprava Disneya predstavila nove načine poslovanja kot so; večdnevne ali letne prepustnice, ki omogočajo neomejen vstop v park in popustom za prebivalce južne Kalifornije.
| leto         | 1981*    | 1982     | 1984     | 1985     | 1986     | 1987     | 1990     | 1991     | 1993     | 1994     | Jan 1999 |
| cena US$     | $10.75   | $12.00   | $14.00   | $17.95   | $18.00   | $21.50   | $25.50   | $27.50   | $28.75   | $31.00   | $39.00   |
|              |          |          |          |          |          |          |          |          |          |          |          |
| mesec & leto | Jan 2000 | Nov 2000 | Mar 2002 | Jan 2003 | Mar 2004 | Jan 2005 | Jun 2005 | Jan 2006 | Sep 2006 | Sep 2007 | Aug 2008 |
| cena US$     | $41.00   | $43.00   | $45.00   | $47.00   | $49.75   | $53.00   | $56.00   | $59.00   | $63.00   | $66.00   | $69.00   |

 * previous to 1982 passport tickets were available to groups only.

### Nesreče, poškodbe in smrti
Vse od odprtja parka julija 1955, se je zgodilo veliko nesreč, poškodb in celo smrtnih izidov. Do decembra 2006, je znotraj parka umrlo 13 obiskovalcev in 1 zaposlen, več kot 100 ljudi pa se je že poškodovalo.

### Opomba
Leta 1957 sta igralec Don DeFore in njegov brat Verne edina, ki sta kadarkoli od Walta Disneya dobila dovoljenje za lasten posel znotraj Disneylanda. Od leta 1957-1962 sta imela v deželi Divjega Zahoda (Frontierland) restavracijo Don DeFore's Silver Banjo Barbecue Restaurant.

### Zaprtje parka
Od odprtja Disneylanda leta 1955 so nenapovedano oz. nepričakovano park zaprli samo trikrat 
- leta 1963 zaradi atentata na ameriškega predsednika J. Kennedya.
- avgusta 1970 zaradi demonstracij stranke mladih. Vzrok za to naj bi bil v ameriški banki, sponzorju Disneylanda, ki pa je domnevno finančno podpirala vojno v Vietnamu, čemur je so mladi ostro nasprotovali.[17] park je sicer poskušal normalno obratovati a so protestniki gostom onemogočali vstop, na otoku Toma Sawyerja pa dvignili Vietnamsko zastavo in jo razgrnili. S tem so upravo parka prisilili da tistega dne zapre svoja vrata, gostom pa vrnili denar.
- septembra 2001 so zaradi terorizma oba parka (Disneyland Park, Disney's California Adventure) v letovišču Disneyland.

Poleg tega pa so park kar nekajkrat načrtno zaprli:
- v zgodnjih letih delovanja je bil park v času izven sezone pogosto zaprt ob ponedeljkih in torkih.[18] To so naredili skupaj z bližnjim kalifornijskim zabaviščnim parkom Knot's Berry Farm v okrožju Range County, ki je imel zaprto ob sredah in četrtkih, zato da bi zmanjšali stroške obeh parkov. Tako je okrožje Orange County ponujalo obisk parkov 7 dni na teden.
- 4. maja 2005 zaradi medijskega dogodka ob praznovanju 50. obletnice.[19]
- Zaradi posebnih dogodkov kot novinarske konference, skupinskih ogledov, VIP skupin, privatnih zabav itd., so park pogosto nenavadno zgodaj zaprli. V navadi je da velike korporacije za svoje dogodke in prireditve najamejo celoten park do večera. Gostje korporacij dobijo posebno prepustnico s katero lahko gredo na vse atrakcije v parku. Pozno popoldne zaposleni pogosto v parku gostom najavijo da se park zapira.